# 552
سنة 552 م (بالأرقام الرومانية: DLII) كانت سنة كبيسة تبدأ يوم الإثنين (الرابط يظهر نموذج الجدول الزمني الكامل للسنة) من التقويم اليولياني. بدأت تسمية السنة ب552 منذ العصور الوسطى المبكرة، عندما أصبح تقويم أنو دوميني هو الأسلوب السائد في أوروبا لتسمية السنوات.

## مواليد
- شيبة بن ربيعة العبشمي
- إيثيلبيرت

## وفيات
- الخاقان بومين أول خاقان للخانية التركية
- توتيلا